# Benjamin King (cyclisme, 1988)
Pour les articles homonymes, voir King et Benjamin King.
Benjamin King, né le 14 octobre 1988 à Applecross (Australie-Occidentale), est un coureur cycliste australien.

## Biographie
En 2008, Benjamin King est membre de l'équipe australienne Fly V Australia. Il rejoint une autre équipe australienne, Southaustralia.com-AIS, l'année suivante. En 2010, il court au sein de l'équipe Trek Livestrong U23. Il participe aux championnats du monde sur route où il abandonne lors de la course en ligne des moins de 23 ans.
En 2011, il est recruté par l'équipe continentale professionnelle américaine Type 1.

## Palmarès
- 2007
  - 2e étape du Tour de l'Abitibi (contre-la-montre par équipes)
  - 2e de la Melbourne to Warrnambool Classic
  - 3e du championnat d'Australie de poursuite par équipes
  - 3e du Canberra Tour
  -  Médaillé de bronze du contre-la-montre espoirs aux Jeux océaniens
  -  Médaillé de bronze de la course en ligne espoirs aux Jeux océaniens
  - 3e du Tour de Perth
- 2008
  - 9e étape du Tour of the Murray River
  - 3e étape du Tour de Tasmanie
  - 2e du championnat d'Australie du critérium espoirs
  - 2e du championnat d'Australie du contre-la-montre espoirs
  - 3e du Tour of Gippsland

## Classements mondiaux
| Année         | 2008 |
| ------------- | ---- |
| UCI Asia Tour | 73e  |